# Caulleriella lajolla
Caulleriella lajolla är en ringmaskart som beskrevs av Blake in Blake, Hilbig och Scott 1996. Caulleriella lajolla ingår i släktet Caulleriella och familjen Cirratulidae. Inga underarter finns listade i Catalogue of Life.